# SKE48のあいちテル!
『SKE48のあいちテル!』（エスケーイーフォーティーエイトのあいちテル!）は、2011年4月2日から2020年3月19日まで東海テレビで放送されていた愛知県の行政広報番組。放送時間は毎週木曜日21:54 - 22:00（JST）。字幕放送も実施。放送終了後、番組内容はインターネット配信もされていた。

## 概要
SKE48のメンバーが毎回一人、愛知県のイベントや施設をリポートしながら、県の取組や事業などを紹介する。

## 出演者
- SKE48
- 宮川照代（手話通訳 2011年4月2日 - 2015年3月21日）
- 加藤聖子（手話通訳 2015年4月4日 - 2016年4月10日）
- 吉澤翔子（手話通訳 2016年4月17日 - 2017年8月26日）
- 田中美樹（手話通訳 2017年9月2日 - 10月14日、11月4日 - 2018年1月20日、2月10日 - 9月20日、2019年12月5日、12月19日、2020年1月9日、1月30日、3月19日）
- 足立直美（手話通訳 2017年10月21日、2018年1月27日、2月3日、2020年1月16日、1月23日）
- 大田美穂（手話通訳 2018年10月11日 - 2019年11月28日、12月12日、2020年2月6日 - 3月12日）

## 放送時間
- 2011年4月2日 - 2016年3月19日
  - 土曜 17:26 - 17:30
- 2011年4月3日 - 2012年3月25日（再放送）
  - 日曜 5:55 - 6:00
- 2016年4月3日 - 2017年3月19日
  - 日曜 17:25 - 17:30
- 2017年4月1日 - 2018年3月24日
  - 土曜 11:40 - 11:45
- 2018年4月5日 - 2020年3月19日
  - 木曜 21:54 - 22:00

## 放送日程

### 放送休止
- 2011年 - 10月1日、10月29日、12月3日、12月31日
- 2012年 - 3月31日、11月3日、12月1日、12月29日
- 2013年 - 3月30日、4月27日、6月1日、6月15日、8月17日、9月28日、10月26日、12月7日、12月28日
- 2014年 - 1月4日、3月29日、4月26日、5月31日、6月14日、8月16日、9月27日、10月25日、12月6日、12月27日
- 2015年 - 1月3日、3月28日、4月25日、5月30日、6月13日、8月15日、9月26日、10月24日、12月5日、12月26日
- 2016年 - 1月2日、3月26日、4月24日、5月29日、6月12日、7月24日、9月18日、10月23日、12月4日
- 2017年 - 1月1日、3月5日、3月26日、5月27日、6月10日、7月8日、9月16日、9月30日、10月28日、12月2日、12月30日
- 2018年 - 1月6日、3月10日、3月31日、4月12日、6月21日、6月28日、8月9日、9月27日、10月4日、12月27日
- 2019年 - 1月3日、2月7日、3月28日、4月11日、5月23日、6月27日、8月29日、9月19日、10月3日、10月10日、12月26日
- 2020年 - 1月2日

## 主題歌
オープニングテーマ
- 「バンザイVenus」[注 22]（#1 - #96）SKE48
- 「パレオはエメラルド」[注 22]（#97 - #306）SKE48
- 「I love AICHI」[注 22]（#307 - #390）SKE48愛知トヨタ選抜